# Limbile Țărilor de Jos

Grupe de limbi în Țările de Jos:
- galben - "neerfrankă" (Nederfrankisch)
- verde - "neersaxonă" (Nedersaksisch)
- roșu - "friziană" (Fries)

Regatul Țărilor de Jos are două limbi oficiale: neerlandeză pe întreg teritoriu și frizonă de vest în Friesland. Adițional, limbile limburgheză și neersaxonă au statutul de limbă regională. Aproximativ 99% din populația Țărilor de Jos cunoaște limba neerlandeză. O mare parte din imigranții marocani cunoaște limba berberă.
Mai jos este o listă a limbilor vorbite în Țările de Jos.
- Limba română: cca 3.000
- Limba neersaxonă: 1.500.000
- Limba limburgheză: 900.000
- Limba frizonă: 700.000 (în 1976, 400.000 în Frizia, 300.000 în alte parte?)
- Turcă: 192.000
- Hindustană: (Sarnami Hindi) 150.000
- Marocan-Arab: 100.000
- Papiamentă 80.000
- Cantonez: 70.000
- Tunez-Arab: 60.000
- Algerian-Arab: 60.000
- "Nederlandse gebarentaal" (NGT): 17.500,
- Kurda: 40.000,
- Javană: 7000
- Romani, Sinte (țigănească): 1222
- Romani, Vlax (țigănească): 1000
- Alte limbi, cca 700.000